# Évolution du collège épiscopal français en 2022
Liste des évêques français
- 2018
- 2019
- 2020
- 2021
- 2022
- 2023
- 2024
- 2025
- 2026

Cette page a pour but de présenter les évolutions intervenues au sein du collège épiscopal français au cours de l'année 2022, ainsi que la situation des évêques des diocèses de France métropolitaine et d'outre-mer, mais également des évêques français exerçant pour la curie romaine ou pour des diocèses étrangers au 31 décembre 2022.

## Évolution du1erjanvier au 31 décembre 2022
L'année 2022 aura été marquée en particulier par les nominations des nouveaux archevêques de Dijon, de Paris, d'Aix-en-Provence, de Montpellier, par la création du cardinal Jean-Marc Aveline et le décès de Bernard Barsi.
| Date              | Événement                                                   | Titre                                                                                          |
| ----------------- | ----------------------------------------------------------- | ---------------------------------------------------------------------------------------------- |
| 6 janvier 2022    | Démission de Joseph Koerber                                 | Vicaire apostolique émérite de Makokou (Gabon)                                                 |
| 23 janvier 2022   | Installation d'Alexandre Joly                               | Évêque de Troyes                                                                               |
| 30 janvier 2022   | Installation de Guy de Kerimel                              | Archevêque métropolitain de Toulouse, Saint Bertrand de Comminges et Rieux                     |
| 6 février 2022    | Ordination épiscopale d'Alain Ransay                        | Évêque de Cayenne                                                                              |
| 9 février 2022    | Installation d'Alain Ransay                                 | Évêque de Cayenne                                                                              |
| 11 février 2022   | Démission de Roland Minnerath                               | Archevêque émérite de Dijon                                                                    |
| 11 février 2022   | Nomination d'Antoine Hérouard                               | Archevêque métropolitain de Dijon                                                              |
| 11 février 2022   | Installation de Jean-Paul Vesco                             | Archevêque métropolitain d'Alger (Algérie)                                                     |
| 16 février 2022   | Nomination d'Yves Baumgarten                                | Évêque du Puy-en-Velay                                                                         |
| 16 février 2022   | Mort de Didier-Léon Marchand                                | Évêque émérite de Valence, Die et Saint-Paul-Trois-Châteaux                                    |
| 9 mars 2022       | Démission d'André Marceau                                   | Évêque émérite de Nice                                                                         |
| 9 mars 2022       | Nomination de Jean-Philippe Nault                           | Évêque de Nice                                                                                 |
| 13 mars 2022      | Installation d'Antoine Hérouard                             | Archevêque métropolitain de Dijon                                                              |
| 21 mars 2022      | Mort de Raymond Séguy                                       | Évêque émérite d'Autun, Chalon et Mâcon Abbé territorial émérite de Cluny                      |
| 27 mars 2022      | Ordination épiscopale et installation d'Yves Baumgarten     | Évêque du Puy-en-Velay                                                                         |
| 30 mars 2022      | Nomination de Jean-Marc Micas                               | Évêque de Tarbes et Lourdes                                                                    |
| 26 avril 2022     | Nomination de Laurent Ulrich                                | Archevêque métropolitain de Paris                                                              |
| 7 mai 2022        | Nomination de Laurent Ulrich                                | Ordinaire de France des catholiques orientaux                                                  |
| 8 mai 2022        | Installation de Jean-Philippe Nault                         | Évêque de Nice                                                                                 |
| 23 mai 2022       | Installation de Laurent Ulrich                              | Archevêque métropolitain de Paris                                                              |
| 29 mai 2022       | Ordination épiscopale de Jean-Marc Micas                    | Évêque de Tarbes et Lourdes                                                                    |
| 30 mai 2022       | Installation de Jean-Marc Micas                             | Évêque de Tarbes et Lourdes                                                                    |
| 27 juin 2022      | Démission d'Yves Boivineau                                  | Évêque émérite d'Annecy                                                                        |
| 27 juin 2022      | Nomination d'Yves Le Saux                                   | Évêque d'Annecy                                                                                |
| 5 juillet 2022    | Démission de Christophe Dufour                              | Archevêque émérite d'Aix-en-Provence et Arles                                                  |
| 5 juillet 2022    | Nomination de Christian Delarbre                            | Archevêque d'Aix-en-Provence et Arles                                                          |
| 7 juillet 2022    | Nomination de Luc Meyer                                     | Évêque de Rodez et Vabres                                                                      |
| 9 juillet 2022    | Démission de Pierre-Marie Carré                             | Archevêque émérite de Montpellier, Lodève, Béziers, Agde et Saint Pons de Thomières            |
| 9 juillet 2022    | Nomination de Norbert Turini                                | Archevêque métropolitain de Montpellier, Lodève, Béziers, Agde et Saint Pons de Thomières      |
| 15 juillet 2022   | Nomination de Bruno Valentin                                | Évêque coadjuteur de Carcassonne et Narbonne                                                   |
| 23 juillet 2022   | Nomination de Philippe Ballot                               | Archevêque-évêque de Metz                                                                      |
| 27 juillet 2022   | Mort de Paul Bertrand                                       | Évêque émérite de Mende                                                                        |
| 31 juillet 2022   | Mort d'Hubert Coppenrath                                    | Archevêque émérite de Papeete                                                                  |
| 21 août 2022      | Installation d'Yves Le Saux                                 | Évêque d'Annecy                                                                                |
| 27 août 2022      | Création du cardinal Jean-Marc Aveline                      | Cardinal-prêtre de Santa Maria ai Monti Archevêque métropolitain de Marseille                  |
| 4 septembre 2022  | Installation de Philippe Ballot                             | Archevêque-évêque de Metz                                                                      |
| 5 septembre 2022  | Nomination de Denis Jachiet                                 | Administrateur apostolique du diocèse de Saint-Dié                                             |
| 14 septembre 2022 | Nomination de Jean-Marc Eychenne                            | Évêque de Grenoble et Vienne                                                                   |
| 17 septembre 2022 | Ordination épiscopale et installation de Luc Meyer          | Évêque de Rodez et Vabres                                                                      |
| 1er octobre 2022  | Démission de Bernard Ginoux                                 | Évêque émérite de Montauban                                                                    |
| 1er octobre 2022  | Nomination de Bertrand Lacombe                              | Administrateur apostolique du diocèse de Montauban                                             |
| 2 octobre 2022    | Ordination épiscopale et installation de Christian Delarbre | Archevêque d'Aix-en-Provence et Arles                                                          |
| 7 octobre 2022    | Nomination d'Ivan Brient                                    | Évêque titulaire de Vaison Évêque auxiliaire de Rennes, Dol et Saint-Malo                      |
| 15 octobre 2022   | Nomination d'Emmanuel Gobilliard                            | Évêque de Digne, Riez et Sisteron                                                              |
| 22 octobre 2022   | Installation de Jean-Marc Eychenne                          | Évêque de Grenoble et Vienne                                                                   |
| 23 octobre 2022   | Installation de Norbert Turini                              | Archevêque métropolitain de Montpellier, Lodève, Béziers, Agde et Saint Pons de Thomières      |
| 29 octobre 2022   | Nomination d'Alain Guellec                                  | Évêque de Montauban                                                                            |
| 9 novembre 2022   | Nomination de Peter Karam                                   | Administrateur apostolique de l'éparchie Notre-Dame-du-Liban de Paris des Maronites            |
| 16 novembre 2022  | Démission d'Ivan Brient                                     | Évêque titulaire de Vaison Évêque auxiliaire de Rennes, Dol et Saint-Malo (pas encore ordonné) |
| 30 novembre 2022  | Nomination de Jean Bondu                                    | Évêque titulaire de Vaison Évêque auxiliaire de Rennes, Dol et Saint-Malo                      |
| 11 décembre 2022  | Installation d'Emmanuel Gobilliard                          | Évêque de Digne, Riez et Sisteron                                                              |
| 28 décembre 2022  | Mort de Bernard Barsi                                       | Archevêque émérite de Monaco (Monaco)                                                          |
| 31 décembre 2022  | Mort de Daniel Labille                                      | Évêque émérite de Créteil                                                                      |

Soit pour l'année 2022 :
- Seize nominations dont
  - Six nominations de nouveaux évêques en France
  - Dix transferts d'évêques
- Cinq ordinations épiscopales
- Huit départs en retraite ou démissions
- Six décès

## France métropolitaine
- Agen : Hubert Herbreteau
- Aire et Dax : Nicolas Souchu ; Hervé Gaschignard, évêque émérite
- Aix-en-Provence et Arles : Christian Delarbre, archevêque ; Christophe Dufour, archevêque émérite
- Ajaccio : François-Xavier Bustillo
- Albi, Castres et Lavaur : Jean Legrez, archevêque
- Amiens : Gérard Le Stang
- Angers : Emmanuel Delmas
- Angoulême : Hervé Gosselin ; Claude Dagens, évêque émérite
- Annecy : Yves Le Saux ; Yves Boivineau, évêque émérite
- Arras, Boulogne sur Mer et Saint Omer : Olivier Leborgne ; Jean-Paul Jaeger, évêque émérite
- Auch, Condom, Lectoure et Lombez : Bertrand Lacombe, archevêque ; Maurice Gardès, archevêque émérite ; Maurice Fréchard, archevêque émérite
- Autun, Chalon et Mâcon : Benoît Rivière
- Avignon : François Fonlupt, archevêque ; Jean-Pierre Cattenoz, archevêque émérite
- Bayeux et Lisieux : Jacques Habert ; Jean-Claude Boulanger, évêque émérite
- Bayonne, Lescar et Oloron : Marc Aillet ; Pierre Molères, évêque émérite
- Beauvais, Noyon et Senlis : Jacques Benoit-Gonnin
- Belfort-Montbéliard : Denis Jachiet ; Claude Schockert, évêque émérite
- Belley-Ars : Pascal Roland ; Guy Bagnard, évêque émérite
- Besançon : Jean-Luc Bouilleret, archevêque métropolitain
- Blois : Jean-Pierre Batut ; Maurice de Germiny, évêque émérite
- Bordeaux et Bazas : Jean-Paul James, archevêque métropolitain ; Jean-Marie Le Vert, évêque auxiliaire ; cardinal Jean-Pierre Ricard, archevêque émérite
- Bourges : Jérôme Beau, archevêque ; Armand Maillard, archevêque émérite ; Hubert Barbier, archevêque émérite
- Cahors : Laurent Camiade
- Cambrai : Vincent Dollmann, archevêque
- Carcassonne et Narbonne : Alain Planet ; Bruno Valentin, évêque coadjuteur ; Jacques Despierre, évêque émérite
- Châlons-en-Champagne : François Touvet ; Gilbert Louis, évêque émérite
- Chambéry, Maurienne et Tarentaise : vacant
- Chartres : Philippe Christory
- Clermont : François Kalist, archevêque métropolitain
- Coutances et Avranches : Laurent Le Boulc'h
- Créteil : Dominique Blanchet ; Michel Santier, évêque émérite
- Digne-les-Bains, Riez et Sisteron : Emmanuel Gobilliard ; François-Xavier Loizeau, évêque émérite
- Dijon : Antoine Hérouard, archevêque métropolitain ; Roland Minnerath, archevêque émérite
- Évreux : Christian Nourrichard
- Évry-Corbeil-Essonnes : Michel Pansard ; Michel Dubost, évêque émérite ;
- Fréjus et Toulon : Dominique Rey
- Gap et Embrun : Xavier Malle ; Jean-Michel Di Falco, évêque émérite
- Grenoble et Vienne : Jean-Marc Eychenne
- Langres : Joseph de Metz-Noblat ; Philippe Gueneley, évêque émérite
- La Rochelle et Saintes : Georges Colomb ; Bernard Housset, évêque émérite
- Laval : Thierry Scherrer
- Le Havre : Jean-Luc Brunin
- Le Mans : vacant
- Le Puy-en-Velay : Yves Baumgarten
- Lille : vacant ; Gérard Defois, archevêque-évêque émérite ; Gérard Coliche, évêque auxiliaire émérite
- Limoges : Pierre-Antoine Bozo
- Luçon : François Jacolin ; Alain Castet, évêque émérite
- Lyon : Olivier de Germay, archevêque métropolitain ; Patrick Le Gal, évêque auxiliaire ; cardinal Philippe Barbarin, archevêque émérite
- Marseille : cardinal Jean-Marc Aveline, archevêque métropolitain ; Georges Pontier, archevêque émérite
- Meaux : Jean-Yves Nahmias ; Guillaume Leschallier de Lisle, évêque auxiliaire
- Mende : Benoît Bertrand
- Metz : Philippe Ballot, archevêque-évêque ; Jean-Pierre Vuillemin, évêque auxiliaire ; Jean-Christophe Lagleize, évêque émérite ; Pierre Raffin, évêque émérite
- Montauban : Bertrand Lacombe, administrateur apostolique ; Alain Guellec ; Bernard Ginoux, évêque émérite ; Jacques de Saint-Blanquat, évêque émérite
- Montpellier, Lodève, Béziers, Agde et Saint Pons de Thomières : Norbert Turini, archevêque métropolitain ; Pierre-Marie Carré, archevêque émérite, Guy Thomazeau, archevêque émérite
- Moulins : Marc Beaumont
- Nancy-Toul : Jean-Louis Papin
- Nanterre : Matthieu Rougé ; Gérard Daucourt, évêque émérite
- Nantes : Laurent Percerou ; Georges Soubrier, évêque émérite
- Nevers : Thierry Brac de La Perrière
- Nice : Jean-Philippe Nault ; André Marceau, évêque émérite ; Louis Sankalé, évêque émérite ; Jean Bonfils, évêque émérite
- Nîmes, Uzès et Alès : Nicolas Brouwet ; Robert Wattebled, évêque émérite
- Orléans : Jacques Blaquart ; André Fort, évêque émérite
- Pamiers, Couserans et Mirepoix : vacant
- Paris : Laurent Ulrich, archevêque métropolitain ; Thibault Verny, évêque auxiliaire ; Philippe Marsset, évêque auxiliaire ; cardinal André Vingt-Trois, archevêque émérite, Michel Aupetit, archevêque émérite
- Périgueux et Sarlat : Philippe Mousset ; Michel Mouïsse, évêque émérite
- Perpignan-Elne : vacant
- Poitiers : Pascal Wintzer, archevêque métropolitain ; Albert Rouet, archevêque émérite
- Pontoise : Stanislas Lalanne
- Quimper, Cornouailles et Léon : Laurent Dognin
- Reims : Eric de Moulins-Beaufort, archevêque métropolitain ; Thierry Jordan, archevêque émérite ; Joseph Boishu, évêque auxiliaire émérite
- Rennes, Dol et Saint Malo : Pierre d'Ornellas, archevêque métropolitain ; Jean Bondu, évêque auxiliaire
- Rodez et Vabres : Luc Meyer
- Rouen : Dominique Lebrun, archevêque métropolitain ; Jean-Charles Descubes, archevêque émérite
- Saint-Brieuc et Tréguier : Denis Moutel ; Lucien Fruchaud, évêque émérite
- Saint-Claude : Jean-Luc Garin
- Saint-Denis : Pascal Delannoy
- Saint-Dié : Didier Berthet ; Denis Jachiet, administrateur apostolique ; Jean-Paul Mathieu, évêque émérite ; Paul-Marie Guillaume, évêque émérite
- Saint-Étienne : Sylvain Bataille
- Saint-Flour : Didier Noblot ; Bruno Grua, évêque émérite
- Séez : Bruno Feillet
- Sens et Auxerre : Hervé Giraud, archevêque ; Yves Patenôtre, archevêque émérite ; Georges Gilson, archevêque émérite
- Soissons, Laon et Saint-Quentin : Renauld de Dinechin
- Strasbourg : Luc Ravel, archevêque ; Christian Kratz, évêque auxiliaire ; Gilles Reithinger, évêque auxiliaire ; Joseph Doré, archevêque émérite ; Jean-Pierre Grallet, archevêque émérite
- Tarbes et Lourdes : Jean-Marc Micas ; Jacques Perrier, évêque émérite
- Toulouse, Saint Bertrand de Comminges et Rieux : Guy de Kerimel, archevêque métropolitain ; Robert Le Gall, archevêque émérite ; Émile Marcus, archevêque émérite
- Tours : Vincent Jordy, archevêque métropolitain ; Bernard-Nicolas Aubertin, archevêque émérite
- Troyes : Alexandre Joly  ; Marc Stenger, évêque émérite
- Tulle : Francis Bestion ; Bernard Charrier, évêque émérite
- Valence, Die et Saint-Paul-Trois-Châteaux : Pierre-Yves Michel
- Vannes : Raymond Centène
- Verdun : Jean-Paul Gusching ; François Maupu, évêque émérite
- Versailles : Luc Crepy ; Jean-Charles Thomas, évêque émérite ; Éric Aumonier, évêque émérite
- Viviers : Jean-Louis Balsa ; François Blondel, évêque émérite

- Armées françaises : Antoine de Romanet
- Mission de France : Hervé Giraud, prélat ; Yves Patenôtre, prélat émérite ; Georges Gilson, prélat émérite

## France d'outre-mer
- Basse-Terre et Pointe-à-Pitre : vacant ; David Macaire, administrateur apostolique ; Jean-Yves Riocreux, évêque émérite
- Cayenne : Alain Ransay ; Emmanuel Lafont, évêque émérite
- Mayotte : Charles Mahuza Yava, S.D.S., vicaire apostolique
- Saint-Denis de La Réunion : Gilbert Aubry
- Saint-Pierre et Fort-de-France : David Macaire, archevêque métropolitain ; Michel Méranville, archevêque émérite
- Nouméa : Michel-Marie Calvet, archevêque métropolitain
- Papeete : Jean-Pierre Cottanceau, archevêque métropolitain
- Taiohae : Pascal Chang-Soi ; Guy Chevalier, évêque émérite
- Wallis-et-Futuna : Susitino Sionepoe ; Ghislain de Rasilly, évêque émérite

## Églises orientales en France
- Éparchie Notre-Dame-du-Liban de Paris des Maronites : Nasser Gemayel ; Peter Karam, administrateur apostolique
- Éparchie Saint-Vladimir-le-Grand de Paris des Ukrainiens : vacant ; Hlib Lonchyna, administrateur apostolique
- Éparchie Sainte-Croix-de-Paris des Arméniens : Élie Yéghiayan ; Jean Teyrouz, évêque émérite
- Ordinariat de France des catholiques orientaux : Laurent Ulrich

## Au service du Saint-Siège
Plusieurs évêques français exercent des fonctions dans les services diplomatiques du Saint-Siège ou dans les différents organismes de la Curie romaine.
- Tribunal suprême de la signature apostolique : cardinal Dominique Mamberti, préfet
- Archives secrètes du Vatican et Bibliothèque apostolique vaticane : Jean-Louis Bruguès, archiviste et bibliothécaire émérite
- Congrégation pour le clergé : Joël Mercier, secrétaire émérite
- Conseil pontifical pour la culture : cardinal Paul Poupard, président émérite

- Service diplomatique : François Bacqué, nonce apostolique émérite ; André Dupuy, nonce apostolique émérite ; Jean-Paul Gobel, nonce apostolique émérite
- Nonciature apostolique en Égypte et délégué apostolique auprès de la  Ligue arabe : Nicolas Thévenin, nonce apostolique
- Nonciature apostolique aux États-Unis : Christophe Pierre, nonce apostolique
- Nonciature apostolique en Slovénie et délégué apostolique au  Kosovo : Jean-Marie Speich, nonce apostolique
- Ordre souverain de Malte : Jean Laffitte, prélat

## Au service de diocèses étrangers

### Afrique
- Algérie - Alger : Jean-Paul Vesco, OP, archevêque métropolitain ; Paul Desfarges, SJ, archevêque émérite
- Algérie - Constantine : Nicolas Lhernould
- Algérie - Laghouat-Ghardaïa : Claude Rault, M.Afr, évêque émérite
- Algérie - Oran : Alphonse Georger, évêque émérite
- République du Congo - Impfondo : Jean Gardin, CSSp, évêque émérite
- République du Congo - Ouesso : Yves Monot, CSSp, évêque émérite
- Gabon - Makokou : Joseph Koerber, CSSp, vicaire apostolique émérite
- Gabon - Mouila (en) : Dominique Bonnet, CSSp, évêque émérite
- Maroc - Rabat : Vincent Landel, SCJ Béth, archevêque émérite
- Niger - Niamey : Michel Cartatéguy, SMA, archevêque émérite ; Guy Romano, CSsR, évêque émérite
- Tchad - Mongo : Henri Coudray, SJ, vicaire apostolique émérite
- Tchad - N'Djaména : Charles Vandame, SJ, archevêque émérite

### Amérique du Sud
- Brésil - Santissima Conceição do Araguaia : Dominique You
- Brésil - Viana (en) : Xavier de Maupeou, évêque émérite

### Asie - Océanie
- Cambodge - Phnom-Penh : Olivier Schmitthaeusler, MEP, vicaire apostolique
- Corée du Sud - Andong : René Dupont, MEP, évêque émérite

### Europe
- Estonie - Estonie : Philippe Jourdan, administrateur apostolique
- Monaco - Monaco : Dominique-Marie David, archevêque
- Turquie - Istanbul : Louis Pelâtre, AA, vicaire apostolique émérite

## Autres situations
- Pierre-Marie Gaschy et Lucien Fischer, vicaires apostoliques émérites des îles de Saint-Pierre et Miquelon, vicariat apostolique supprimé en 2018.
- Jacques Gaillot, évêque titulaire de Partenia.